# Crash (film 1996)
Crash è un film del 1996 diretto da David Cronenberg, ispirato all'omonimo romanzo di James Graham Ballard del 1973, vincitore del Premio della giuria al Festival di Cannes.

## Trama
Il produttore cinematografico James Ballard e la moglie Catherine, che vivono alla periferia di una moderna metropoli, hanno esperienze extraconiugali che si raccontano senza remore, come metodo per tenere alta la tensione sessuale: lei con il suo istruttore di volo da diporto, lui con una montatrice dello studio. Una notte lui per distrazione esce fuori strada con l'automobile, finisce nella corsia inversa e provoca uno scontro frontale con una vettura su cui viaggia una coppia. L'uomo alla guida viene sbalzato fuori, colpisce il parabrezza dell'auto investitrice e muore di colpo sul sedile del passeggero nell'auto e davanti agli occhi di Ballard. Nei momenti dopo lo scontro, in attesa dei soccorsi, James Ballard e la donna sopravvissuta si osservano sotto choc attraverso i parabrezza sfondati.
Più tardi, nell'ospedale per vittime di incidenti aerei in cui sono ricoverati (lo scontro mortale è avvenuto su una strada ad alto scorrimento nei pressi dell'aeroporto), i due si incrociano in corridoio. Lei cammina con un bastone, lui ha una complessa protesi esterna alla gamba sinistra, fratturata in più punti. La donna, Helen Remington, lo guarda con odio. Insieme a lei c'è un uomo che James scambia per un medico, perché si attarda a osservare con interesse le sue ferite. Uscito dall'ospedale, Ballard si reca nel deposito della polizia dov'è custodita la sua autovettura sfasciata, e qui incontra di nuovo Helen Remington. Le offre un passaggio in città, e i due scoprono di non avere superato il trauma dell'incidente mortale. Entrambi sono convinti che a partire da quel giorno il traffico si sia notevolmente intensificato. Come se la morte violenta li unisse, si appartano nel parcheggio sotterraneo dell'aeroporto e hanno un furioso amplesso sui sedili anteriori dell'auto di Ballard.
Si interessano sempre di più alle automobili e agli incidenti stradali. Una sera si recano insieme a uno spettacolo illegale che mette in scena clandestinamente lo scontro in cui perse la vita nel 1955 James Dean. James riconosce l'organizzatore: è Vaughan, l'uomo che lui credeva un medico incontrato in ospedale insieme a Helen, in realtà un feticista ossessionato dalla mitologia dell'incidente stradale e dalle lesioni che esso causa. La polizia interviene per disperdere lo spettacolo clandestino, James ed Helen fuggono nella notte insieme a Vaughan e al cascatore Seagrave, leggermente ferito. Raggiungono casa di quest'ultimo, che vive insieme alla moglie alcolizzata e a Gabrielle, una bella donna che ha gli arti e il tronco deturpati da orribili cicatrici d'incidente e può camminare solo grazie a una complicata protesi esterna. Preso dalla sua ossessione, Vaughan propone di lavorare alla riproduzione dello scontro in cui morì l'attrice Jayne Mansfield.
Catherine si fa raccontare di Vaughan dal marito mentre fanno sesso e gli chiede di immaginare e descriverle un rapporto sessuale di fantasia tra i due uomini. Nella scena successiva, Ballard e la dottoressa Remington continuano i loro amplessi clandestini, ormai completamente soggiogati dalla nuova sessualità nella quale sono rimasti coinvolti. Tra i protagonisti si instaurano relazioni e rapporti improntati ad una pura logica sessuale, sempre influenzata dalla psicosi di Vaughan degli incidenti stradali e delle macchine che ne escono sconquassate, ma ancora in grado di essere guidate. Mentre guardano tutti insieme registrazioni di crash test, Helen Remington, toccando i sessi sopra i vestiti sia di James sia di Gabrielle, si eccita fino a procurarsi un orgasmo. Più tardi Ballard e Vaughan imbarcano una prostituta, con la quale Vaughan fa sesso, mentre Ballard guida una macchina in precarie condizioni.
Quando Vaughan rimane appiedato perché la polizia lo sospetta di coinvolgimento nell'incidente occorso a un pedone, i coniugi gli offrono un passaggio. All'uscita, si imbattono in un incidente sulla superstrada; Vaughan scende dall'auto per fotografarlo da vicino, e scopre che a provocare la collisione mortale è stato proprio Seagrave, travestito da Jayne Mansfield. Egli infatti non ha voluto attendere il suo amico per ricreare l'incidente, durante il quale è rimasto ucciso. La macchina di Vaughan però è sporca di sangue, così i tre si recano ad un autolavaggio. Qui James osserva Vaughan e la moglie mentre hanno un rapporto sessuale sul sedile posteriore.I coniugi tornano a casa e stesi sul loro letto James osserva con interesse i lividi e gli ematomi di Catherine, provocati dall'amplesso tra Catherine e Vaughan.
Gabrielle, all'interno di una concessionaria, mostra grande interesse per una automobile nuova, che accarezza con lascivia, piegandocisi sopra, scoprendo così da sotto una corta minigonna gli apparecchi ortopedici che la sostengono e una terribile cicatrice dietro una coscia. Sarà questo sfregio che James bacerà dopo averle strappato la calza a rete che lo ricopre. James e Gabrielle copulano sui sedili anteriori dell'auto di lui, con passione ma anche con dolore e difficolta a causa delle protesi di Gabrielle. Successivamente, Vaughan fa tatuare sul proprio torso, convincendo anche Ballard ad imitarlo, ipotesi di lividi da impatto, così come prevede che rimarrebbero in conseguenza di uno scontro automobilistico.
Un giorno, mentre i due sono soli in un cimitero di auto, Ballard prende l'iniziativa di un rapporto omosessuale sui sedili anteriori. Al termine, si mette al volante di una delle altre vetture incidentate e Vaughan si getta con la propria a tutta velocità contro di lui, poi fugge. James esce in auto, di notte, con la moglie Catherine. Percorrono insieme strade a grande scorrimento e a traffico intenso, poi devono subire l'attacco della Lincoln nera di Vaughan, il quale cerca di speronarli e gettarli fuori strada. È lui però a perdere il controllo dell'autovettura, sfonda il guardrail e precipita in una strada sottostante, sfracellandosi su un autobus che prende fuoco. Vaughan muore sul colpo.
Gabrielle, insieme ad Helen, elude la sorveglianza del deposito di auto incidentate e le due hanno un rapporto lesbico nell'auto del marito della dottoressa. Qualche giorno dopo, James e Catherine si recano a riscattare l'auto di Vaughan al deposito e la rimettono in grado di viaggiare. Lei prende l'auto della coppia, lui la insegue in mezzo al traffico fino a tamponarla più volte. Catherine esce fuori strada. James la raggiunge e, accertatosi che non si è ferita gravemente, la possiede sul posto, in un intenso amplesso erotico, com'è ormai loro consuetudine, mezzi infilati sotto la carrozzeria danneggiata dell'auto di lei.

## Accoglienza

### Incassi
Costato 9.000.000 di dollari, il film ha incassato 3.168.660 dollari negli Stati Uniti.

### Critica
(David Cronenberg, Cannes, 20 maggio 1996)
Crash mette in scena con lucidità e freddezza alcuni dei temi cari a Cronenberg, primo fra tutti la contaminazione tra il corpo umano e la macchina. Il film è caratterizzato da un'atmosfera irreale, fuori dal tempo, resa ancora più cupa dalla fotografia, dalla suggestiva colonna sonora e dai freddi scenari metropolitani del Canada. Il regista rifiuta di riprendere gli scontri automobilistici con la tecnica del rallentatore, con le scene appaiono rapide, brutali, quasi naturalistiche, già terminate prima che lo spettatore se ne accorga.
Se in Videodrome (1983) il regista teorizza la nascita di una "nuova carne" capace di interagire con la realtà televisiva, anche in Crash il modo in cui l'uomo risolve la propria attrazione nei confronti della tecnologia è quello della mutazione e trasformazione fisica. Fin dalle prime immagini le inquadrature indugiano su ematomi, cicatrici e protesi ortopediche, spesso rappresentati con riferimenti agli organi riproduttivi. 
(J.G.Ballard, Cannes, 20 maggio 1996)
Come le automobili si urtano e si ammaccano quando vengono a contatto, così accade al corpo dei protagonisti: questo è il solo meccanismo di comunicazione possibile tra i due mondi. I personaggi di Crash sono alla spasmodica ricerca di questa interazione, che coincide con la ricerca continua dell'appagamento carnale-sessuale; i rapporti intimi fra i due coniugi sono infatti freddi, meccanici, sempre caratterizzati dall'impossibilità di raggiungere una piena soddisfazione, a meno che non intervenga l'elemento artificiale: l'incidente, l'automobile, le cicatrici di Vaughan o di Gabrielle. Per dare allo spettatore la visibilità di tale condizione, Cronenberg punta a una recitazione monocorde da parte degli attori, a una mimica facciale praticamente assente, in modo che si colga lo stato di profonda apatia dei protagonisti. Emblematica è la sequenza in cui i personaggi si riuniscono a guardare videocassette di incidenti stradali a casa di Vaughan, eccitandosi come se si trattasse di film pornografici.
In un certo senso, il film possiede un'estetica iper-realista senza essere naturalista: tutto è perfettamente reale, concreto, ma il mondo interiore dei protagonisti è costantemente sovvertito dalle loro ossessioni. Il tono dominante blu della fotografia e la recitazione asettica dei protagonisti anche durante le scene di sesso fa sì che il film venga giudicato "freddo". Il regista respinge questa tesi, e sostiene che anche questo è soltanto una convenzione hollywoodiana:
L'estetica radicale del film provocò alla sua uscita nelle sale un'alzata di scudi. Negli Stati Uniti la proiezione fu posticipata di sei mesi e la ministra della cultura britannica Virginia Bottomley intraprese una crociata per la sua censura. Spesso le critiche più accese vennero da parte di chi neppure lo aveva visto, come nel caso dell'interpellanza al Consiglio comunale di Napoli per vietarne la distribuzione.
Il film di Cronenberg accantona tutto l'armamentario delle convenzioni drammatiche che limitano il mezzo. Il sesso e la violenza esercitano una loro seduzione, soprattutto se associati all'automobile, l'oggetto più moderno della vita quotidiana, tuttavia Crash mostra non solo un mondo interiore dei protagonisti, ma un mondo interiorizzato.
(Irene Bignardi, La Repubblica)
Il Morandini assegna invece al film quattro stelle su cinque e scrive: «Il libro di Ballard non poteva non stimolare un regista che fa dal 1966 un cinema dell'horror biologico, fondato sul polimorfismo della sessualità e sulla trasformazione del corpo attraverso le macchine. Frutto di un'inconfondibile cifra stilistica e di un immedicabile pessimismo, Crash celebra la morte del sentimento e allunga la lista dei film catastrofici del Novecento al suo epilogo. Forse è già un film del 3° Millennio.»

## Riconoscimenti
- Premio della giuria al Festival di Cannes 1996
- Premio AVN (Best alternative adult feature film)
- Genie Awards 1996 per Regia e Sceneggiatura a David Cronenberg
- Gold Reel Award 1996